# Список номинантов и лауреатов премии «Золотая маска» 2011 года
«Золотая маска» — российская национальная театральная премия и фестиваль. «Золотая маска» была учреждена Союзом театральных деятелей России (СТД РФ) в 1993 году (в некоторых источниках назван 1994 год) по инициативе народного артиста СССР М. А. Ульянова (председатель СТД РФ в 1986—1996 годах) и при участии его заместителя В. Г. Урина и драматурга В. В. Павлова.

## О премии
Премия присуждается на конкурсной основе один раз в год по итогам прошедшего театрального сезона за творческие достижения в области театрального искусства, вручается спектаклям всех жанров театрального искусства: драма, опера, балет, оперетта и мюзикл, кукольный театр.
Для отбора спектаклей на конкурсы создаётся два экспертных совета — один для спектаклей театра драмы и театров кукол, второй для спектаклей оперы, оперетты / мюзикла и балета. Для определения победителей — лауреатов из состава номинантов (тайным голосованием по результатам фестиваля), создаётся два профессиональных жюри — по аналогии с экспертными советами — одно для спектаклей театра драмы и театров кукол и второе для спектаклей оперы, оперетты / мюзикла и балета. В состав жюри не могут входить создатели и исполнители спектаклей, участвующих в фестивале, а также члены экспертного совета.

## Лауреаты и события фестиваля «Золотая маска» 2011 года
В Москве 17-й фестиваль «Золотая маска» прошёл с 28 февраля по 14 апреля 2011 года. Эксперты отсмотрели 498 произведений всех жанров и форм, участвующих в фестивале, и отобрали для конкурса 55 спектаклей из 15 городов России.
Проект «Премьеры Мариинского театра в Москве» показал оперу «Замок Герцога Синяя Борода» и балеты «Спартак» и «Анна Каренина». «Маска Плюс» продемонстрировала российские спектакли, спектакли из стран Балтии и СНГ, рекомендованные экспертами «Золотой маски», но не вошедшие в конкурсную программу. Одним из разделов «Маски Плюс» второй раз стала программа «Новая пьеса». С 8 по 13 апреля прошла программа «Russian Case», над составлением афиши которой работал Роман Должанский.
В сентябре — ноябре 2011 года фестивали «Лучшие спектакли в городах России и странах Балтии» прошли в Екатеринбурге, Череповце, Саранске, Самаре, в Латвии, Эстонии и Литве.

### Номинанты премии «Золотая маска» 2011 года
Таблица номинантов составлена на основании официального опубликованного списка, с группировкой по спектаклям. Положение о премии и фестивале «Золотая маска» не регламентирует максимальное количество номинантов в одной номинации. Каждый экспертный совет самостоятельно определяет номинантов соответствующих конкурсов, но должен отобрать для соискания премии в любой номинации не менее двух номинантов, что обеспечивает соблюдение конкурсной основы соискания и присуждения премии. Экспертные советы имеют право принять решение об отсутствии номинантов премии в любой номинации. В таблице объединены в одну колонку номинации «лучшая женская роль» и «лучшая мужская роль».
Легенда:
  — Спектакль номинирован в номинации «Лучший спектакль»

«–» — Этот аспект спектакля не номинирован
| Конкурс спектаклей драматического театра (спектакль большой формы)                                                             | Конкурс спектаклей драматического театра (спектакль большой формы) | Конкурс спектаклей драматического театра (спектакль большой формы) | Конкурс спектаклей драматического театра (спектакль большой формы)                         | Конкурс спектаклей драматического театра (спектакль большой формы) | Конкурс спектаклей драматического театра (спектакль большой формы) | Конкурс спектаклей драматического театра (спектакль большой формы) |
| --- | ------------------------------------------------------------------ | ------------------------------------------------------------------ | ------------------------------------------------------------------------------------------ | ------------------------------------------------------------------ | ------------------------------------------------------------------ | ------------------------------------------------------------------ |
| |                                                                    |                                                                    |                                                                                            |                                                                    |                                                                    |                                                                    |
| Спектакль/номинации | лучший спектакль                                                   | лучшая работа режиссёра                                            | лучшая роль                                                                                | лучшая работа художника-постановщика                               | лучшая работа художника по свету                                   | лучшая работа художника по костюмам                                |
| |                                                                    |                                                                    |                                                                                            |                                                                    |                                                                    |                                                                    |
| «Васса Железнова» Художественный театр имени А. П. Чехова, Москва                                                              | зелёная ✓                                                          | Лев Эренбург                                                       | Марина Голуб (Васса)                                                                       | Валерий Полуновский                                                | –                                                                  | –                                                                  |
| «Дядя Ваня» Александринский театр, Санкт-Петербург                                                                             | зелёная ✓                                                          | Андрей Шербан                                                      | Юлия Марченко (Елена Андреевна) • Семён Сытник (Серебряков)                                | Карменчита Брожбоу                                                 | –                                                                  | –                                                                  |
| «Дядя Ваня» Театр имени Е. Вахтангова, Москва                                                                                  | зелёная ✓                                                          | Римас Туминас                                                      | Сергей Маковецкий (Войницкий) • Владимир Симонов (Серебряков)                              | Адомас Яцовскис                                                    | Майя Шавдатуашвили                                                 | –                                                                  |
| «Гамлет» Александринский театр, Санкт-Петербург                                                                                | зелёная ✓                                                          | Валерий Фокин                                                      | –                                                                                          | Александр Боровский                                                | Дамир Исмагилов                                                    | –                                                                  |
| «Екатерина Ивановна» Театр имени Ф. Волкова, Ярославль                                                                         | зелёная ✓                                                          | Евгений Марчелли                                                   | Анастасия Светлова (Екатерина Ивановна) • Владимир Майзингер (Георгий Дмитриевич Стибелев) | –                                                                  | –                                                                  | –                                                                  |
| «Изотов» Александринский театр, Санкт-Петербург                                                                                | зелёная ✓                                                          | Андрей Могучий                                                     | Виталий Коваленко (Изотов)                                                                 | Александр Шишкин                                                   | –                                                                  | –                                                                  |
| «Медея» Театр юного зрителя, Москва                                                                                            | зелёная ✓                                                          | Кама Гинкас                                                        | Екатерина Карпушина (Медея) • Игорь Гордин (Ясон)                                          | Сергей Бархин                                                      | –                                                                  | –                                                                  |
| «Обрыв» Художественный театр имени А. П. Чехова, Москва                                                                        | зелёная ✓                                                          | Адольф Шапиро                                                      | Наталья Кудряшова (Вера) • Ольга Яковлева (бабушка)                                        | Сергей Бархин                                                      | Глеб Фильштинский                                                  | Татьяна Бархина                                                    |
| |                                                                    |                                                                    |                                                                                            |                                                                    |                                                                    |                                                                    |
| Конкурс спектаклей драматического театра (спектакль малой формы)                                                               |                                                                    |                                                                    |                                                                                            |                                                                    |                                                                    |                                                                    |
| |                                                                    |                                                                    |                                                                                            |                                                                    |                                                                    |                                                                    |
| «Wonderland-80» Театр под руководством О. Табакова, Москва                                                                     | зелёная ✓                                                          | Константин Богомолов                                               | Дмитрий Куличков (Борис такой-то)                                                          | Лариса Ломакина                                                    | –                                                                  | –                                                                  |
| «Возвращение» Театр «Глобус», Новосибирск                                                                                      | зелёная ✓                                                          | Олег Юмов                                                          | Елена Гофф (Любовь Васильевна Иванова)                                                     | Мария Вольская                                                     | Евгений Виноградов                                                 | –                                                                  |
| «Главное забыл» «Такой театр», Санкт-Петербург                                                                                 | зелёная ✓                                                          | Михаил Теплицкий                                                   | Ирина Полянская (Шейне-Шейндл) • Александр Баргман (Менахем-Мендл)                         | –                                                                  | –                                                                  | –                                                                  |
| «Кроткая» Театр юного зрителя, Москва                                                                                          | зелёная ✓                                                          | Ирина Керученко                                                    | Игорь Гордин (Он)                                                                          | –                                                                  | –                                                                  | –                                                                  |
| «Малыш» Театр юного зрителя, Хабаровск                                                                                         | зелёная ✓                                                          | Константин Кучикин                                                 | –                                                                                          | Андрей Непомнящий                                                  | –                                                                  | Наталья Сыздыкова                                                  |
| «Ничья длится мгновение» Российский академический молодёжный театр, Москва                                                     | зелёная ✓                                                          | Миндаугас Карбаускис                                               | Илья Исаев (Авраам Липман)                                                                 | –                                                                  | –                                                                  | –                                                                  |
| Проект «Молодые режиссёры — детям» Российский академический молодёжный театр, Москва                                           | зелёная ✓                                                          | –                                                                  | –                                                                                          | –                                                                  | –                                                                  | –                                                                  |
| «Триптих» Театр «Мастерская Петра Фоменко», Москва                                                                             | зелёная ✓                                                          | Пётр Фоменко                                                       | –                                                                                          | Владимир Максимов                                                  | Владислав Фролов                                                   | –                                                                  |
| «Фальшивый купон» Совместный проект театра «СамАрт», Самара и Экспериментальной сцены театра «Балтийский дом», Санкт-Петербург | зелёная ✓                                                          | Анатолий Праудин                                                   | –                                                                                          | Алексей Порай-Кошиц                                                | –                                                                  | Ирина Цветкова                                                     |
| «Фронтовичка» «Коляда-театр», Екатеринбург                                                                                     | зелёная ✓                                                          | Николай Коляда                                                     | –                                                                                          | –                                                                  | –                                                                  | –                                                                  |
| «Экспонаты» Драматический театр, Прокопьевск                                                                                   | зелёная ✓                                                          | Марат Гацалов                                                      | –                                                                                          | Фемистокл Атмадзас                                                 | –                                                                  | –                                                                  |
| «Электра и Орест» Камерный театр, Воронеж                                                                                      | зелёная ✓                                                          | Михаил Бычков                                                      | –                                                                                          | Николай Симонов                                                    | –                                                                  | –                                                                  |

| Конкурс спектаклей театров оперы                                                                  | Конкурс спектаклей театров оперы | Конкурс спектаклей театров оперы | Конкурс спектаклей театров оперы                                              | Конкурс спектаклей театров оперы     | Конкурс спектаклей театров оперы | Конкурс спектаклей театров оперы    | Конкурс спектаклей театров оперы |
| ------------------------------------------------------------------------------------------------- | -------------------------------- | -------------------------------- | ----------------------------------------------------------------------------- | ------------------------------------ | -------------------------------- | ----------------------------------- | -------------------------------- |
|                                                                                                   |                                  |                                  |                                                                               |                                      |                                  |                                     |                                  |
| Спектакль/номинации                                                                               | лучший спектакль                 | лучшая работа режиссёра          | лучшая роль                                                                   | лучшая работа художника-постановщика | лучшая работа художника по свету | лучшая работа художника по костюмам | лучшая работа дирижёра           |
|                                                                                                   |                                  |                                  |                                                                               |                                      |                                  |                                     |                                  |
| «Бег» Камерный музыкальный театр имени Б. А. Покровского, Москва                                  | зелёная ✓                        | –                                | Ирина Алексеенко (Люська) • Герман Юкавский (Хлудов) • Роман Шевчук (Чарнота) | –                                    | –                                | –                                   | Владимир Агронский               |
| «Вертер» Музыкальный театр имени К. С. Станиславского и Вл. И. Немировича-Данченко, Москва        | зелёная ✓                        | Михаил Бычков                    | Лариса Андреева (Шарлотта) • Наталья Петрожицкая (Софи)                       | Эмиль Капелюш                        | –                                | Ольга Поликарпова                   | Феликс Коробов                   |
| «Воццек» Большой театр, Москва                                                                    | зелёная ✓                        | Дмитрий Черняков                 | Марди Байерс (Мари) • Георг Нигль (Воццек) • Максим Пастер (Капитан)          | Дмитрий Черняков                     | Глеб Фильштинский                | –                                   | Теодор Курентзис                 |
| «Женщина без тени» Мариинский театр, Санкт-Петербург                                              | зелёная ✓                        | Джонатан Кент                    | Ольга Сергеева (жена Барака) • Млада Худолей (императрица)                    | Пол Браун                            | Тим Митчел                       | –                                   | –                                |
| «Замок Герцога Синяя Борода» Мариинский театр, Санкт-Петербург                                    | зелёная ✓                        | –                                | Елена Жидкова (Юдит)                                                          | –                                    | –                                | –                                   | –                                |
| «Иудейка» Михайловский театр, Санкт-Петербург                                                     | зелёная ✓                        | Арно Бернар                      | Наталья Миронова (Евдокия) • Нил Шикофф (Элеазар)                             | Герберт Мурауер                      | –                                | –                                   | Петер Феранец                    |
| «Кафе „Сократ“» Музыкальный театр имени К. С. Станиславского и Вл. И. Немировича-Данченко, Москва | зелёная ✓                        | Анатолий Ледуховский             | –                                                                             | Сергей Бархин                        | –                                | Сергей Бархин                       | Феликс Коробов                   |
| «Князь Игорь» Ростовский музыкальный театр, Ростов-на-Дону                                        | зелёная ✓                        | Юрий Александров                 | Элина Однороманенко (Кончаковна) • Петр Макаров (Игорь Святославович)         | –                                    | –                                | Вячеслав Окунев                     | –                                |
| «Лоэнгрин» Театр оперы и балета, Челябинск                                                        | зелёная ✓                        | Андрей Сергеев                   | Фёдор Атаскевич (Лоэнгрин) • Сергей Гордеев (Тельрамунд)                      | –                                    | Андрей Потапов                   | –                                   | Антон Гришанин                   |
| «Любовь к трём апельсинам» Театр «Геликон-Опера», Москва                                          | зелёная ✓                        | Дмитрий Бертман                  | Василий Ефимов (принц)                                                        | –                                    | –                                | –                                   | –                                |
| «Паяцы» Театр «Санкт-Петербург Опера», Санкт-Петербург                                            | зелёная ✓                        | Юрий Александров                 | Виктор Алешков (Канио)                                                        | –                                    | –                                | –                                   | –                                |
| «Троянцы» Мариинский театр, Санкт-Петербург                                                       | зелёная ✓                        | Карлуш Падрисса                  | Екатерина Семенчук (Дидона)                                                   | Ролан Ольбетер                       | Питер ван Прэт                   | Чу Урос                             | –                                |

| Конкурс спектаклей оперетты / мюзикла                        | Конкурс спектаклей оперетты / мюзикла | Конкурс спектаклей оперетты / мюзикла                                       | Конкурс спектаклей оперетты / мюзикла | Конкурс спектаклей оперетты / мюзикла | Конкурс спектаклей оперетты / мюзикла | Конкурс спектаклей оперетты / мюзикла |
| ------------------------------------------------------------ | ------------------------------------- | --------------------------------------------------------------------------- | --- | ------------------------------------- | ------------------------------------- | ------------------------------------- |
|                                                              |                                       |                                                                             | |                                       |                                       |                                       |
| Спектакль/номинации                                          | лучший спектакль                      | лучшая работа режиссёра                                                     | лучшая роль | лучшая работа художника-постановщика  | лучшая работа дирижёра                | лучшая работа композитора             |
|                                                              |                                       |                                                                             | |                                       |                                       |                                       |
| «Два бойца» Музыкальный театр, Хабаровск                     | зелёная ✓                             | Леонид Квинихидзе                                                           | Татьяна Маслакова (Тоня) • Денис Желтоухов (Саша Свинцов) • Владлен Павленко (Аркадий Дзюбин)                                                                                  | –                                     | –                                     | –                                     |
| «Мёртвые души» Театр музыкальной комедии, Екатеринбург       | зелёная ✓                             | Кирилл Стрежнев                                                             | Мария Виненкова (Лизонька) • Светлана Кочанова (Прасковья Федоровна) • Владимир Алексеев (Ноздрев) • Евгений Зайцев (Чичиков) • Александр Копылов (губернатор N-ской губернии) | Сергей Александров                    | Борис Нодельман                       | Александр Пантыкин                    |
| «Юнона и Авось» Ростовский музыкальный театр, Ростов-на-Дону | зелёная ✓                             | Константин БалакинТатьяна Климова (Кончита) • Дмитрий Аверин (Граф Резанов) | – | Степан Зограбян                       | –                                     | –                                     |

| Конкурс спектаклей балета                                                                                          | Конкурс спектаклей балета | Конкурс спектаклей балета                                                 | Конкурс спектаклей балета        | Конкурс спектаклей балета                              |
| --- | ------------------------- | ------------------------------------------------------------------------- | -------------------------------- | ------------------------------------------------------ |
| |                           |                                                                           |                                  |                                                        |
| Спектакль/номинации                                                                                                | лучший спектакль          | лучшая роль                                                               | лучшая работа художника по свету | лучшая работа постановщика (балетмейстера/ хореографа) |
| |                           |                                                                           |                                  |                                                        |
| «Quatro» Театральный центр на Коломенской, Санкт-Петербург                                                         | зелёная ✓                 | Анастасия Матвиенко • Олеся Новикова • Денис Матвиенко • Леонид Сарафанов | –                                | Эдвард Клюг                                            |
| «Анна Каренина» Мариинский театр, Санкт-Петербург                                                                  | зелёная ✓                 | Екатерина Кондаурова (Анна Каренина)                                      | –                                | –                                                      |
| «Лебединое озеро» Михайловский театр, Санкт-Петербург                                                              | зелёная ✓                 | Екатерина Борченко (Одетта-Одиллия)                                       | –                                | Михаил Мессерер                                        |
| «Минорные сонаты» Михайловский театр, Санкт-Петербург                                                              | зелёная ✓                 | –                                                                         | Саймон Беннисон                  | Вячеслав Самодуров                                     |
| «Шесть танцев. Маленькая смерть» Музыкальный театр имени К. С. Станиславского и Вл. И. Немировича-Данченко, Москва | зелёная ✓                 | Валерия Муханова • Анастасия Першенкова • Дмитрий Хамзин                  | –                                | –                                                      |
| «Эсмеральда» Музыкальный театр имени К. С. Станиславского и Вл. И. Немировича-Данченко, Москва                     | зелёная ✓                 | Наталья Ледовская (Эсмеральда)                                            | –                                | –                                                      |
| |                           |                                                                           |                                  |                                                        |
| Конкурс спектаклей балета (современный танец)                                                                      |                           |                                                                           |                                  |                                                        |
| |                           |                                                                           |                                  |                                                        |
| «Давай, давай» Компании «Zahrbat», Франция и «Top9», Санкт-Петербург                                               | зелёная ✓                 | –                                                                         | –                                | Браим Бушелагем                                        |
| «Мирлифлор» Компания «Диалог Данс», Кострома                                                                       | зелёная ✓                 | –                                                                         | –                                | Карин Понтьес                                          |
| «Песня не про любовь» Театр «Провинциальные танцы», Екатеринбург                                                   | зелёная ✓                 | –                                                                         | Джеки Шемеш                      | Ури Ивги и Йохан Гребен                                |
| «Одиссея» Компании «Alexandra N’Possee», Франция и «Gust Life», Мурманск                                           | зелёная ✓                 | –                                                                         | –                                | Мартин Жоссен и Абденур Белали                         |
| «Следующий» Театр современного танца, Челябинск                                                                    | зелёная ✓                 | –                                                                         | –                                | Асьер Забалета                                         |

| Конкурс спектаклей театров кукол                                                | Конкурс спектаклей театров кукол | Конкурс спектаклей театров кукол | Конкурс спектаклей театров кукол     | Конкурс спектаклей театров кукол    |
| ------------------------------------------------------------------------------- | -------------------------------- | -------------------------------- | ------------------------------------ | ----------------------------------- |
|                                                                                 |                                  |                                  |                                      |                                     |
| Спектакль/номинации                                                             | лучший спектакль                 | лучшая работа режиссёра          | лучшая работа художника-постановщика | лучшая актёрская работа             |
|                                                                                 |                                  |                                  |                                      |                                     |
| «Грибуль-простофиля и господин Шмель» Театр кукол, Екатеринбург                 | зелёная ✓                        | Эмили Валантен                   | Эмили Валантен                       | Герман Варфоломеев (Господин Шмель) |
| «Золушка» Театр кукол имени С. В. Образцова, Москва                             | зелёная ✓                        | –                                | –                                    | –                                   |
| «Медведь» Театр кукол, Кострома и Творческое объединение «Культ-проект», Москва | зелёная ✓                        | Владимир Бирюков                 | Виктор Никоненко                     | Татьяна Булдакова (Е. И. Попова)    |
| «Флюм-пам-пам» Театр кукол, Абакан                                              | зелёная ✓                        | Сергей Иванников                 | –                                    | –                                   |

| Конкурс «Эксперимент» (поиск новых выразительных средств современного театра)                            | Конкурс «Эксперимент» (поиск новых выразительных средств современного театра) | Конкурс «Эксперимент» (поиск новых выразительных средств современного театра) | Конкурс «Эксперимент» (поиск новых выразительных средств современного театра) | Конкурс «Эксперимент» (поиск новых выразительных средств современного театра) |
| --- | ----------------------------------------------------------------------------- | ----------------------------------------------------------------------------- | ----------------------------------------------------------------------------- | ----------------------------------------------------------------------------- |
| |                                                                               |                                                                               |                                                                               |                                                                               |
| Спектакль/номинации                                                                                      | лучший спектакль                                                              | лучшая работа художника-постановщика                                          | лучшая работа художника по костюмам                                           | лучшая работа композитора                                                     |
| |                                                                               |                                                                               |                                                                               |                                                                               |
| «Гвидон» Театр «Школа драматического искусства», Москва                                                  | зелёная ✓                                                                     | –                                                                             | –                                                                             | Александр Маноцков                                                            |
| «Жизнь человека» Академический Театр-Театр, Пермь                                                        | зелёная ✓                                                                     | Теодор Тэжик                                                                  | Ната Тэжик-Бенман                                                             | Владимир Чекасин                                                              |
| «Павлик — мой Бог» Театр имени Йозефа Бойса, Документальный дом «Первое кино», Театр.doc, Москва         | зелёная ✓                                                                     | –                                                                             | –                                                                             | –                                                                             |
| «Тарарабумбия» Театр «Школа драматического искусства» и Театральный фестиваль имени А. П. Чехова, Москва | зелёная ✓                                                                     | –                                                                             | Мария Трегубова                                                               | –                                                                             |
| «Час восемнадцать» Театр.doc, Москва                                                                     | зелёная ✓                                                                     | –                                                                             | –                                                                             | –                                                                             |

### Лауреаты премии «Золотая маска» 2011 года
Председателем жюри драматического театра и театров кукол стал театровед Алексей Бартошевич, в члены жюри вошли Галина Алехина (актриса), Ольга Егошина (критик), Борис Константинов (режиссёр), Елена Карась (критик), Инга Оболдина (актриса), Александр Орлов (художник), Глеб Подгородинский (актер), Татьяна Тихоновец (критик), Вениамин Фильштинский (засл. деятель искусств РФ), Борис Цейтлин (режиссёр), Елена Шанина (актриса).
Председателем жюри музыкальных театров выступил Петр Поспелов (критик), в члены жюри вошли Эхтибар Ахмедов (дирижёр), Дмитрий Белов (режиссёр), Герард Васильев (певец), Вадим Гаевский (критик), Лейла Гучмазова (критик), Игорь Марков (артист балета), Сергей Невский (композитор), Марина Нестьева (музыковед), Татьяна Печникова (певица), Кирилл Симонов (хореограф), Елена Тупысева (арт-директор арт-центра «Актовый зал»), Юрий Хариков (художник).
Церемония вручения премий состоялась 15 апреля в московском Гостином дворе. За постановку церемонии отвечали режиссёр Нина Чусова и художник Зиновий Марголин. Ведущими церемонии выступили Инга Оболдина и Анатолий Белый. Награждение проходило «чинно и строго», газета «Коммерсант» назвала церемонию «одной из самых скучных и формальных церемоний „Маски“».
Критики отметили увеличение количества драматических спектаклей, участвующих в конкурсе, и общее расширение географии «Золотой маски». Называя список номинантов «сбалансированным», а список лауреатов «почти не вызывающим вопросов», некоторые критики обратили внимание на то, что «планка достижений российского театра опускается всё ниже и ниже».
Таблица лауреатов составлена на основании положения о премии (от 20 мая 2008 года) и официального опубликованного списка лауреатов.
Легенда:
     — Лауреаты премий в основных номинациях

     — Лауреаты премий в частных номинациях

 — Премия не присуждалась
| Конкурс                                                           | Номинация                                             | Победитель                                   | Произведение (роль)                                                               | Театр (учреждение)                                                                                     |
| ----------------------------------------------------------------- | ----------------------------------------------------- | -------------------------------------------- | --------------------------------------------------------------------------------- | --- |
|                                                                   |                                                       |                                              |                                                                                   | |
| Конкурс спектаклей драматического театра                          | Лучший спектакль большой формы                        | «Дядя Ваня»                                  | «Дядя Ваня»                                                                       | Театр им. Евг. Вахтангова, Москва                                                                      |
| Конкурс спектаклей драматического театра                          | Лучший спектакль малой формы                          | «Триптих»                                    | «Триптих»                                                                         | Мастерская Петра Фоменко, Москва                                                                       |
| Конкурс спектаклей драматического театра                          | Лучшая работа режиссёра                               | Андрей Могучий                               | «Изотов»                                                                          | Александринский театр, Санкт-Петербург                                                                 |
| Конкурс спектаклей драматического театра                          | Лучшая работа художника-постановщика                  | Александр Шишкин                             | «Изотов»                                                                          | Александринский театр, Санкт-Петербург                                                                 |
| Конкурс спектаклей драматического театра                          | Лучшая работа художника по костюмам                   | Мария Трегубова                              | «Тарарабумбия»                                                                    | Школа драматического искусства, Москва, и Международный театральный фестиваль им. А. П. Чехова, Москва |
| Конкурс спектаклей драматического театра                          | Лучшая работа художника по свету                      | Дамир Исмагилов                              | «Гамлет»                                                                          | Александринский театр, Санкт-Петербург                                                                 |
| Конкурс спектаклей драматического театра                          | Лучшая женская роль                                   | Ольга Яковлева                               | «Обрыв» (Бабушка)                                                                 | МХАТ им. А. П. Чехова, Москва                                                                          |
| Конкурс спектаклей драматического театра                          | Лучшая мужская роль                                   | Игорь Гордин                                 | «Кроткая» (Он)                                                                    | Московский театр юного зрителя, Москва                                                                 |
|                                                                   |                                                       |                                              |                                                                                   | |
| Конкурс спектаклей театров оперы                                  | Лучший спектакль                                      | «Женщина без тени»                           | «Женщина без тени»                                                                | Мариинский театр, Санкт-Петербург                                                                      |
| Конкурс спектаклей театров оперы                                  | Лучшая работа режиссёра                               | Дмитрий Черняков                             | «Воццек»                                                                          | Большой театр, Москва                                                                                  |
| Конкурс спектаклей театров оперы                                  | Лучшая работа дирижёра                                | Теодор Курентзис                             | «Воццек»                                                                          | Большой театр, Москва                                                                                  |
| Конкурс спектаклей театров оперы                                  | Лучшая женская роль                                   | Елена Жидкова                                | «Замок герцога Синяя Борода» (Юдит)                                               | Мариинский театр, Санкт-Петербург                                                                      |
| Конкурс спектаклей театров оперы                                  | Лучшая мужская роль                                   | Нил Шикофф                                   | «Иудейка» (Элеазар)                                                               | Михайловский театр, Санкт-Петербург                                                                    |
|                                                                   |                                                       |                                              |                                                                                   | |
| Конкурс спектаклей оперетты / мюзикла                             | Лучший спектакль                                      | «Мёртвые души»                               | «Мёртвые души»                                                                    | Театр музыкальной комедии, Екатеринбург                                                                |
| Конкурс спектаклей оперетты / мюзикла                             | Лучшая работа режиссёра                               | Кирилл Стрежнев                              | «Мёртвые души»                                                                    | Театр музыкальной комедии, Екатеринбург                                                                |
| Конкурс спектаклей оперетты / мюзикла                             | Лучшая работа дирижёра                                | Борис Нодельман                              | «Мёртвые души»                                                                    | Театр музыкальной комедии, Екатеринбург                                                                |
| Конкурс спектаклей оперетты / мюзикла                             | Лучшая женская роль                                   | Татьяна Маслакова                            | «Два бойца» (Тоня)                                                                | Музыкальный театр, Хабаровск                                                                           |
| Конкурс спектаклей оперетты / мюзикла                             | Лучшая мужская роль                                   | Дмитрий Аверин                               | «Юнона и Авось» (Граф Резанов)                                                    | Музыкальный театр, Ростов-на-Дону                                                                      |
|                                                                   |                                                       |                                              |                                                                                   | |
| Конкурс спектаклей балета                                         | Лучший спектакль балета                               | «Шесть танцев. Маленькая смерть»             | «Шесть танцев. Маленькая смерть»                                                  | Музыкальный театр имени К. С. Станиславского и Вл. И. Немировича-Данченко, Москва                      |
| Конкурс спектаклей балета                                         | Лучший спектакль современного танца                   | «Мирлифлор»                                  | «Мирлифлор»                                                                       | Компания «Диалог Данс», Кострома                                                                       |
| Конкурс спектаклей балета                                         | Лучшая работа постановщика (балетмейстера/хореографа) | Ури Ивги, Йохан Гребен                       | «Песня не про любовь»                                                             | «Провинциальные танцы», Екатеринбург                                                                   |
| Конкурс спектаклей балета                                         | Лучшая работа дирижёра                                | N [ 16 ]                                     | N [ 16 ]                                                                          | N [ 16 ]                                                                                               |
| Конкурс спектаклей балета                                         | Лучшая женская роль                                   | Екатерина Кондаурова                         | «Анна Каренина» (Анна Каренина)                                                   | Мариинский театр, Санкт-Петербург                                                                      |
| Конкурс спектаклей балета                                         | Лучшая мужская роль                                   | Леонид Сарафанов                             | «Quatro»                                                                          | Театральный центр на Коломенской, Санкт-Петербург                                                      |
|                                                                   |                                                       |                                              |                                                                                   | |
| Конкурс спектаклей театров кукол                                  | Лучший спектакль                                      | «Медведь»                                    | «Медведь»                                                                         | Театр кукол, Кострома, и творческое объединение «Культ-проект», Москва                                 |
| Конкурс спектаклей театров кукол                                  | Лучшая работа режиссёра                               | N [ 15 ]                                     | N [ 15 ]                                                                          | N [ 15 ]                                                                                               |
| Конкурс спектаклей театров кукол                                  | Лучшая работа художника                               | Эмили Валантен                               | «Грибуль-простофиля и господин Шмель»                                             | Театр кукол, Екатеринбург                                                                              |
| Конкурс спектаклей театров кукол                                  | Лучшая актёрская работа                               | N [ 15 ]                                     | N [ 15 ]                                                                          | N [ 15 ]                                                                                               |
|                                                                   |                                                       |                                              |                                                                                   | |
| Из номинантов на звание «Лучший спектакль» — музыкальных театров  | Лучшая работа художника в музыкальном театре          | Пол Браун                                    | «Женщина без тени»                                                                | Мариинский театр, Санкт-Петербург                                                                      |
| Из номинантов на звание «Лучший спектакль» — музыкальных театров  | Лучшая работа художника по костюмам                   | Сергей Бархин                                | «Кафе „Сократ“»                                                                   | Музыкальный театр имени К. С. Станиславского и Вл. И. Немировича-Данченко, Москва                      |
| Из номинантов на звание «Лучший спектакль» — музыкальных театров  | Лучшая работа художника по свету                      | Глеб Фильштинский                            | «Воццек»                                                                          | Большой театр, Москва                                                                                  |
| Из номинантов на звание «Лучший спектакль» — музыкальных театров  | Лучшая работа композитора                             | Александр Пантыкин                           | «Мертвые души»                                                                    | Театр музыкальной комедии, Екатеринбург                                                                |
|                                                                   |                                                       |                                              |                                                                                   | |
| Эксперимент поиск новых выразительных средств современного театра | Лучший спектакль                                      | «Гвидон»                                     | «Гвидон»                                                                          | Школа драматического искусства, Москва                                                                 |
|                                                                   |                                                       |                                              |                                                                                   | |
| Специальные премии                                                |                                                       |                                              |                                                                                   | |
|                                                                   |                                                       |                                              |                                                                                   | |
| Специальные премии жюри                                           |                                                       |                                              |                                                                                   | |
| Специальная премия жюри драматического театра                     | Проект «Молодые режиссёры — детям»                    | Проект «Молодые режиссёры — детям»           | РАМТ, Москва                                                                      | |
| Специальная премия жюри драматического театра                     | Анастасия Светлова                                    | «Екатерина Ивановна» (Екатерина Ивановна)    | Театр драмы им. Ф. Волкова, Ярославль                                             | |
| Специальная премия жюри музыкальных театров                       | Наталья Ледовская                                     | «Эсмеральда» (Эсмеральда)                    | Музыкальный театр имени К. С. Станиславского и Вл. И. Немировича-Данченко, Москва | |
| Специальная премия жюри музыкальных театров                       | Кирилл Уманский (редактор авторской партитуры оперы)  | «Бег»                                        | Камерный музыкальный театр п/р Б. Покровского, Москва                             | |
| Приз критики                                                      | «Экспонаты»                                           | «Экспонаты»                                  | Драматический театр, Прокопьевск                                                  | |
| Лучший зарубежный спектакль, показанный в России в 2010 г.        | «Час, когда мы ничего не знали друг о друге»          | «Час, когда мы ничего не знали друг о друге» | Драматический театр Граца, Австрия                                                | |
|                                                                   |                                                       |                                              |                                                                                   | |
| За выдающийся вклад в развитие театрального искусства             | Татьяна Шмыга • Галина Умпелева                       | За поддержку театрального искусства России   | За поддержку театрального искусства России                                        | N [ 16 ]                                                                                               |